# Торстен Вайднер
Торстен Вайднер (нім. Thorsten Weidner, нар. 29 грудня 1967) — німецький фехтувальник на рапірах, олімпійський чемпіон (1992 рік) та срібний (1988 рік) призер Олімпійських ігор, дворазовий чемпіон світу.

## Виступи на Олімпіадах
| Олімпіада      | Дисципліна           | Місце |
| -------------- | -------------------- | ----- |
| Сеул 1988      | командна рапіра      | 2     |
| Барселона 1992 | індивідуальна рапіра | 25    |
| Барселона 1992 | командна рапіра      | 1     |